# Ubaldo Cruche
Ubaldo Cruche (* 25. Mai 1920 in Montevideo; † 1988) war ein uruguayischer Fußballspieler.

## Karriere

### Klub
Er begann seine Karriere 1938 bei Peñarol Montevideo, mit welchen er in seiner Debüt-Saison gleich die Meisterschaft gewinnen konnte. Nach der Spielzeit 1944 wechselte er nach Chile, wo er sich dann CF Universidad de Chile anschloss. In der Saison 1945 und 1946 wurde er in Chile dann auch Torschützenkönig der ersten Liga. Nach der Spielzeit im Jahr 1948 beendete er dann hier auch seine Karriere.

### Nationalmannschaft
Seine einzigen beiden bekannten Einsätze für die Nationalmannschaft seines Landes waren am 16. Februar 1941 ein 2:0-Freundschaftsspielsieg über Chile. sowie zehn Tage später, ebenfalls in einem Freundschaftsspiel, ein 2:0-Sieg über Peru. Hier wurde er zur zweiten Halbzeit für Héctor Magliano eingewechselt.